# Michael von Melas
Michael Friedrich Benedikt, Barón von Melas (Ralden, cerca de Sighișoara, Transilvania, 12 de mayo de 1729 - Týnec nad Labem, Bohemia, 31 de mayo de 1806) fue un general del Imperio austriaco durante las Guerras Napoleónicas.

## Biografía
A los 17 años comenzó su carrera militar en la infantería del ejército austriaco. Sirvió durante la guerra de los Siete Años como ayudante de campo de Leopold Joseph von Daun. En 1781 fue ascendido a coronel. Entre 1794 y 1795 luchó en el Bajo y Medio Rin en las guerras revolucionarias francesas.
Después participó en la Segunda Coalición. Bajo las órdenes del mariscal ruso Alexander Suvorov, comandó las fuerzas austriacas en las victorias de Cassano, Trebia, Novi (1799) y en el asedio de Génova (1800). Estuvo a punto de vencer a Napoleón en Marengo. Tras un éxito inicial, abandonó el campo de batalla por una herida, dejando el mando al general Anton von Zach. La llegada de Louis Desaix con refuerzos franceses cambió la suerte de la batalla. Al día siguiente, Melas firmaba el Convenio de Alejandría, en el que Italia cedía a Francia sus territorios hasta el río Mincio, hasta cuya ribera tuvieron que retroceder las fuerzas austriacas. A pesar de su derrota, su desempeño impresionó a Napoleón, quien le obsequió un sable turco que había traído de Egipto.
Tras el Tratado de Lunéville (1801) se le entregó la comandancia general de Bohemia. En 1803 se retiró del ejército.

## Condecoraciones
- Comandante de la Orden Militar de María Teresa (Archiducado de Austria).

## Menciones en la ópera
En la ópera Tosca de Puccini, basada en la obra de teatro homónima de Victorien Sardou, se menciona la derrota de Melas en Marengo. En el segundo acto, cuando el barón Scarpia muestra a Tosca el cuerpo torturado de Mario Cavaradossi, Sciarrone (uno de sus esbirros) lo interrumpe para darle la noticia de la victoria de Napoleón y la huida de Melas. Entonces, Cavaradossi se incorpora inmediatamente para dar gritos de victoria y anunciar la inminente caída del tiránico jefe de la policía de Roma.